# Tvrdošín
Tvrdošín är en stad i Okres Tvrdošín i Žilina i Slovakien. Den hade 9 195 invånare år 2017.